# Titus Ampius Balbus
Titus Ampius Balbus war ein römischer Politiker und Senator der späten Römischen Republik.

## Leben und Politik
Der vollständige Name des Ampius lautet Titus Ampius Titi filius Horatia Balbus; sein Vater hieß also ebenfalls Titus Ampius Balbus. Ampius war im Jahre 63 v. Chr. Volkstribun und beantragte zusammen mit seinem Kollegen Titus Labienus im concilium plebis für den noch im östlichen Mittelmeerraum weilenden Pompeius, dass dieser bei Circus-Spielen eine goldene Krone (corona aurea) sowie das Ornat des Triumphators und im Theater ebenfalls eine goldene Krone sowie die toga praetexta tragen dürfe. Im Jahre 59 v. Chr. amtierte er als Praetor. In den darauffolgenden beiden Jahren war er Prokonsul der Provinz Asia und im Jahre 56 wahrscheinlich Statthalter von Cilicia. 55 v. Chr. kandidierte Ampius erfolglos um das Konsulat. Vor dem Bürgerkrieg wurde er von Cicero und Pompeius in einem Prozess verteidigt und kämpfte später auf Seiten des letzteren gegen Caesar. Caesar beschuldigte ihn, den Artemis-Tempel in Ephesos ausgeraubt haben zu wollen. Nach dem Bürgerkrieg bemühte sich Cicero darum, dass Ampius die Rückkehr nach Rom gestattet werde, was ihm auch gelang, obwohl Gegner des Ampius diesen als „Trompete des Bürgerkrieges“ (tuba belli civilis) bezeichneten. Ins Exil war Ampius von seiner Frau Eppuleia und seiner Tochter Ampia begleitet worden.

## Literarisches Werk
Ampius Balbus hat eine Darstellung abgefasst, deren Charakter unbekannt ist. Aus Ciceros Äußerung in seinem Brief an Ampius lässt sich schließen, dass es um die Schilderung der Taten bekannter Römer ging. Überliefert ist ein einziges längeres Fragment in der Caesar-Vita Suetons. Demnach soll Caesar gesagt haben: 1. die res publica sei ein Nichts, lediglich eine Bezeichnung ohne Körper und Gestalt (nihil esse rem publicam, appellationem modo sine corpore ac specie); 2. dass Sulla ein politischer Analphabet gewesen sei, weil er die Diktatur niedergelegt habe (Sullam nescisse litteras, qui dictaturam deposuerit); 3. dass die Menschen mit mehr Überlegung mit ihm sprechen und als Gesetz ansehen müssen, was er sage (debere homines consideratius iam loqui secum ac pro legibus habere quae dicat); 4. berichtete Ampius, dass Caesar in seiner Arroganz so weit gegangen sei, dass er gegenüber einem Haruspex, der vermeldete, dass die Eingeweide Schlechtes verhießen, weil das Herz fehle, bemerkte, Eingeweide würden ihm Positives verheißen, wenn er, Caesar, es nur wolle (eoque arrogantiae progressus est, ut haruspice tristia et sine corde exta quondam nuntiante futura diceret laetiora, cum uellet). Die Forschung stellt heraus, dass bei der Interpretation dieser Aussagen Caesars berücksichtigt werden muss, dass Ampius sein Gegner war, und dass die Caesar erwähnende Darstellung nach dessen Tod publiziert worden sein muss.